# پرستوی سرگندم‌گون
پرستوی سرگندمی یا پرستوی سرگندم‌گون (نام علمی: Alopochelidon fucata) نام یک گونه از تیره پرستو است.